# James Kabarebe
James Kabarebe, né en 1959, est un militaire et homme politique rwandais.
Exilé en Ouganda avant 1994, il est officier au sein du Front patriotique rwandais lors de la guerre civile rwandaise, puis dirige les forces rebelles lors de la première guerre du Congo. Il devient chef d'état-major de la république démocratique du Congo en 1997, mais combat contre la RDC lors de la seconde guerre du Congo à partir de 1998. Il est ministre de la Défense du gouvernement rwandais de 2010 à 2018.

## Biographie
Réfugié rwandais, James Kabarebe grandit en Ouganda où il rencontre Salim Saleh, le frère de Yoweri Museveni.
Lors de la guerre civile au Rwanda en 1994, il est aide de camp de Paul Kagame, avec rang de lieutenant-colonel de l'Armée patriotique rwandaise et chef de l'unité du haut commandement à Mulindi chargée de planifier toutes les opérations ainsi que les stratégies de prise de pouvoir à Kigali. Homme de confiance de Kagame, il est envoyé en mission au Congo de 1996 à 1998.

### Première guerre du Congo
En 1996, durant la première guerre du Congo, James Kabarebe rejoint les rangs de l'AFDL sous les ordres de Laurent-Désiré Kabila. Ensemble, ils marchent sur Kinshasa, et en 1997, il devient chef d'état-major de la république démocratique du Congo sous le régime de Laurent-Désiré Kabila,. À cette époque, il est également le mentor de Joseph Kabila.

### Deuxième guerre du Congo
James Kabarebe prit par la suite part à la deuxième guerre du Congo sous les ordres du Rwanda. Il dirige l'opération Kitona. À l'aéroport de Goma, le 5 août 1998, il s'empare de quelques avions qu'il remplit de soldats rebelles du Rassemblement congolais pour la démocratie et ordonne aux pilotes de voler jusqu'à la base militaire de Kitona, située à 400 km de Kinshasa. Une fois là, il marche sur Matadi, dont il s'empare le 9 août. Deux jours plus tard, il s'empare du barrage d'Inga espérant faire plier le régime en coupant le courant. Mais, le 19 août, des troupes du Zimbabwe viennent au secours de Kabila et sont épaulées peu après par des troupes de l'Angola. D'autres soutiens arrivent de la Namibie, du Soudan, du Tchad et de la Libye, tous soucieux d'éviter la chute du gouvernement Kabila. Au total, ce dernier disposait d'environ 85 000 hommes tandis que les forces rebelles appuyées par le Rwanda, l'Ouganda et le Burundi en avaient 55 000. L'audacieuse tentative de Kabarebe de prendre à revers Kinshasa échoue ainsi de justesse.
Il devient chef d'état-major de l'armée rwandaise à partir de 2002 en remplacement de Faustin Kayumba Nyamwasa.
Avec Laurent Nkunda et Salim Saleh, il est suspecté d'avoir fomenté un coup d'État en 2006 au Burundi. Cette même année, Le juge Bruguière signe neuf mandats d'arrêt contre des proches de Paul Kagamé, dont un contre James Kabarebe. Le juge français accuse Kagamé et ses collaborateurs d'avoir orchestré l'attentat contre le président Habyarimana, événement déclencheur du génocide en 1994.

### Ministre de la Défense du Rwanda

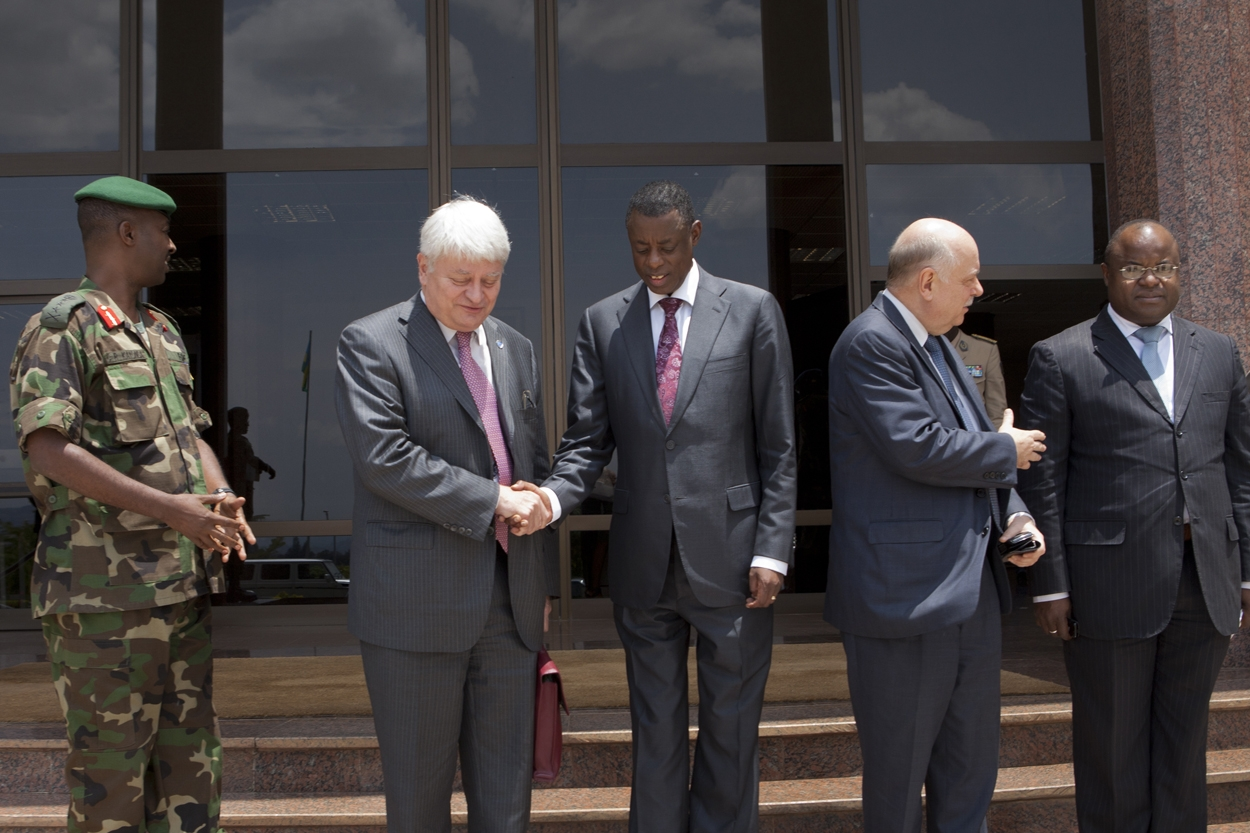
Hervé Ladsous et Roger Meece rencontre James Kabarebe à Kigali pour parler de la crise du M23 (12 septembre 2012).

Le 10 avril 2010, James Kabarebe est nommé ministre de la Défense du Rwanda par Paul Kagame. Il engage alors une collaboration avec le Congo pour neutraliser le FDLR. Un rapport de l'ONU datant de juin 2012 signale que le M23 a reçu des armes de hauts responsables rwandais, dont James Kabarebe. Un nouveau rapport de l'ONU en septembre 2012 accuse Kabarebe d'émettre les instructions aux rebelles du M23. Le rapport annuel du Comité des sanctions de l’ONU sur la république démocratique du Congo réitère ces accusations en les étayant plus en détail.
James Kabarebe occupe en 2019 le poste nouvellement créé de conseiller spécial du président pour les questions de sécurité et est remplacé à la tête du ministère de la Défense par le général Albert Murasira, issu comme lui des rangs de la rébellion du Front patriotique rwandais (FPR) qui mit fin au génocide de 1994 en s'emparant de Kigali puis du reste du pays.

### Ministre d’État chargé de la Coopération régionale
En septembre 2023, James Kabarebe est désigné ministre d’État chargé de la Coopération régionale.
En février 2025, Kabarebe est sanctionné par le département du Trésor des États-Unis pour son rôle de soutien au Mouvement du 23 mars (M23) qui vient alors de s'emparer des villes de Bukavu et Goma en république démocratique du Congo. Kabarebe est accusé de menacer la paix et la stabilité de la RDC. Il est décrit comme coordonnant le soutien des Forces armées rwandaises au M23. Kabarebe est aussi accusé d'être le coordinateur des activités d'exploitation du minerai extrait dans les zones conquises par le M23 en RDC,.